# Nysius dallasi
Nysius dallasi är en insektsart som beskrevs av White 1878. Nysius dallasi ingår i släktet Nysius och familjen fröskinnbaggar. Inga underarter finns listade i Catalogue of Life.